# Synagoge (Tragny)

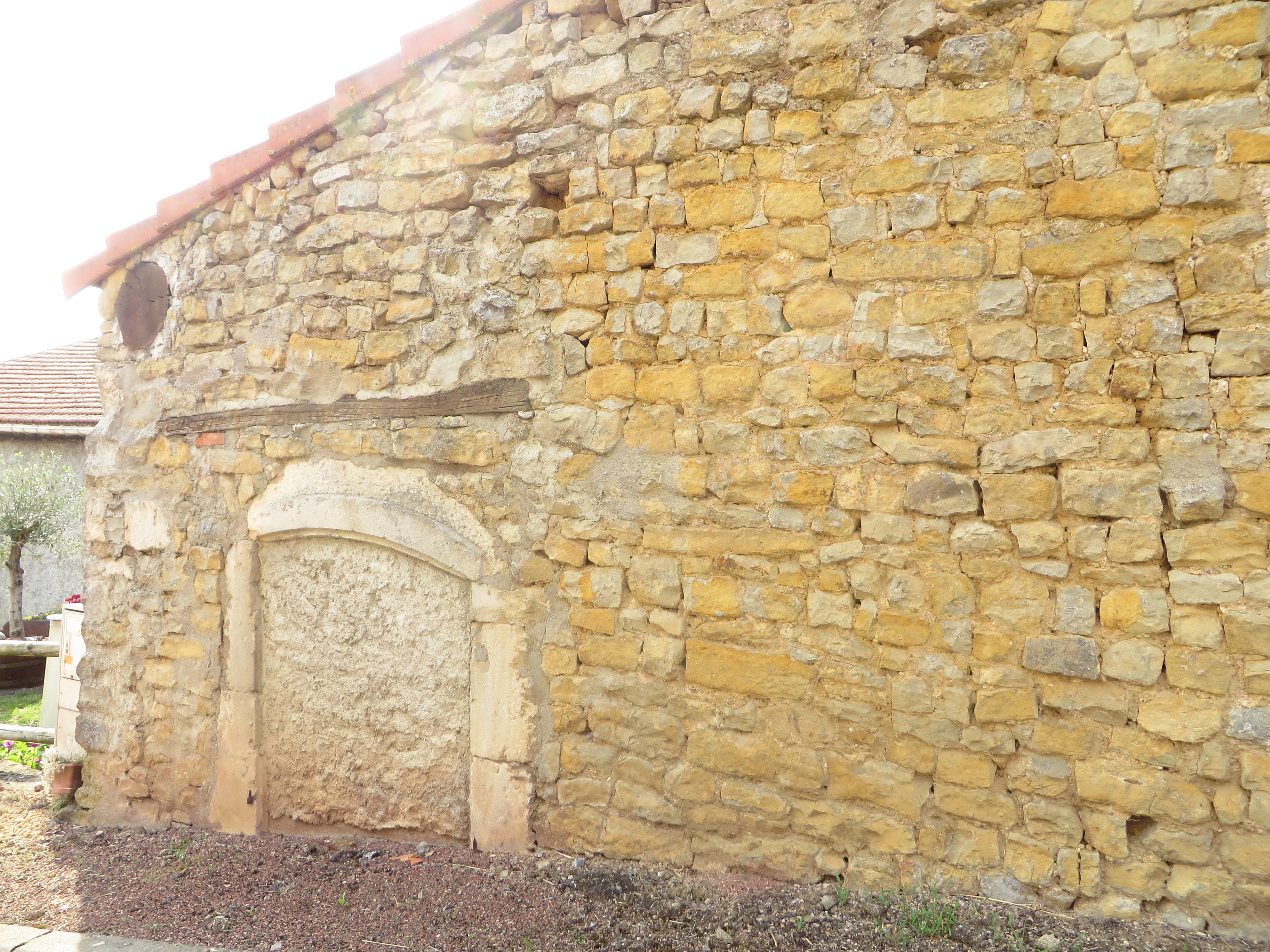
Spolien der Synagoge in Tragny

Die Synagoge in Tragny, einer französischen Gemeinde im Département Moselle in der historischen Region Lothringen, wurde 1856 errichtet unter Verwendung eines Vorgängerbaus. Spolien der profanierten Synagoge befinden sich in der Rue de la Mairie.
Die Synagoge wurde von der sich auflösenden jüdischen Gemeinde bereits um 1914 verkauft.